# Montrose (Town)
Die Town of Montrose ist eine von 34 Towns im Dane County im US-amerikanischen Bundesstaat Wisconsin. Im Jahr 2010 hatte die Town of Montrose 1081 Einwohner.
Town hat in Wisconsin eine grundlegend andere Bedeutung, als im übrigen englischsprachigen Bereich. Vielmehr entspricht sie den in den anderen US-Bundesstaaten üblichen Townships, die nach dem County die nächstkleinere Verwaltungseinheit bilden.
Das Gebiet der Town of Montrose ist Bestandteil der Metropolregion Madison.

## Geografie
Die Town of Montrose liegt im Süden Wisconsins, im südwestlichen Vorortbereich von dessen Hauptstadt Madison. Die Town wird in Nord-Süd-Richtung vom Sugar River durchflossen, der über den Pecatonica River und den Rock River zum Stromgebiet des Mississippi gehört. Der am Mississippi gelegene Schnittpunkt der drei Bundesstaaten Wisconsin, Iowa und Minnesota liegt rund 190 km westnordwestlich; nach Illinois sind es rund 45 km in südlicher Richtung.
Die Koordinaten des geografischen Zentrums der Town of Montrose sind 42°54′06″ nördlicher Breite und 89°32′49″ westlicher Länge. Sie erstreckt sich über eine Fläche von 89,5 km².   
Die Town of Montrose liegt im Südwesten des Dane County und grenzt an folgende Nachbartowns und selbstständige Gemeinden:
| Town of Springdale                | Town of Verona                                      | City of Fitchburg               |
| Town of Primrose                  | Kompassrose, die auf Nachbargemeinden zeigt         | Town of Oregon                  |
| Town of New Glarus (Green County) | Village of Belleville Town of Exeter (Green County) | Town of Brooklyn (Green County) |

## Verkehr
In West-Ost-Richtung verlaufen auf einem vierspurig ausgebauten gemeinsamen Streckenabschnitt die U.S. Highways 18 und 151 durch das Gebiet der Town of Montrose. Der Wisconsin State Highway 92 führt durch den Südwesten, der County Highway G durch den Südosten und der County Highway S durch den Nordwesten der Town. Alle weiteren Straßen sind untergeordnete Landstraßen sowie teils unbefestigte Fahrwege.
Durch das Gebiet der Town of Montrose verläuft mit dem Badger State Trail ein Rail Trail für Wanderer und Radfahrer. Im Winter kann der Wanderweg auch mit Schneemobilen befahren werden.
Der nächste Flughafen ist der Dane County Regional Airport in Wisconsins Hauptstadt Madison (rund 40 km nordöstlich).

## Bevölkerung
Nach der Volkszählung im Jahr 2010 lebten in der Town of Montrose 1081 Menschen in 434 Haushalten. Die Bevölkerungsdichte betrug 12,1 Einwohner pro Quadratkilometer. In den 434 Haushalten lebten statistisch je 2,49 Personen. 
Ethnisch betrachtet setzte sich die Bevölkerung zusammen aus 96,9 Prozent Weißen, 0,3 Prozent Afroamerikanern, 0,3 Prozent Asiaten sowie 1,9 Prozent aus anderen ethnischen Gruppen; 0,6 Prozent stammten von zwei oder mehr Ethnien ab. Unabhängig von der ethnischen Zugehörigkeit waren 2,6 Prozent der Bevölkerung spanischer oder lateinamerikanischer Abstammung. 
29,9 Prozent der Bevölkerung waren unter 18 Jahre alt, 58,8 Prozent waren zwischen 18 und 64 und 13,3 Prozent waren 65 Jahre oder älter. 48,5 Prozent der Bevölkerung war weiblich.
Das mittlere jährliche Einkommen eines Haushalts lag bei 75.000 USD. Das Pro-Kopf-Einkommen betrug 35.085 USD. 4,2 Prozent der Einwohner lebten unterhalb der Armutsgrenze.

## Ortschaften in der Town of Montrose
Neben Streubesiedlung existieren in der Town of Montrose noch folgende gemeindefreie Siedlungen:
- Basco
- Montrose
- Paoli